# Felice Secondini
Felice Secondini (Cerro Maggiore, 20 gennaio 1953) è un allenatore di calcio ed ex calciatore italiano, di ruolo difensore, osservatore del Piacenza.

## Biografia
Nell'estate del 2011 muore in un ospedale ad Houston la figlia Michela, 32 anni, che da tempo lottava contro un male incurabile 

## Caratteristiche tecniche
Impiegato a inizio carriera come mediano, viene trasformato in terzino destro da Giovan Battista Fabbri, con compiti prevalentemente offensivi.

## Carriera

### Giocatore
Cresciuto nella Mocchetti di San Vittore Olona, viene acquistato dal Piacenza nel 1970, ed esordisce in prima squadra nella stagione successiva, in Serie C, disputando 3 partite. Conquista il posto da titolare a partire dalla stagione 1973-1974, alternandosi a Paolo Monico e Lorenzo Righi nei ruoli di terzino e mediano, e nel vittorioso campionato di Serie C 1974-1975 l'allenatore Giovan Battista Fabbri lo utilizza stabilmente come titolare.
Nel 1976, dopo la retrocessione del Piacenza in Serie C, viene acquistato dal Genoa, con cui disputa due campionati di Serie A debuttando il 3 ottobre 1976 contro la Roma. Nell'ottobre 1978, dopo aver giocato una partita nel Genoa, viene ceduto al Lanerossi Vicenza, dove gioca 24 partite nel campionato della retrocessione in Serie B. Si trasferisce quindi al Pisa, che nel mercato autunnale del 1979 lo gira in prestito al Piacenza, in Serie C1. In Emilia disputa 22 partite nel campionato di Serie C1 concluso a metà classifica nonostante i propositi di promozione.

Secondini al L.R. Vicenza nella stagione 1978-1979

Ritornato a Pisa, vi disputa tre campionati conquistando la promozione in massima serie nella stagione 1981-1982. Titolare nella difesa nerazzurra nel campionato 1982-1983, l'anno successivo viene ceduto in ottobre al Pescara, in Serie B. Conclude la carriera con una stagione nel Perugia e due nel Taranto, con cui conquista la promozione nel campionato di Serie C1 1985-1986 e la salvezza agli spareggi nella Serie B 1986-1987.
In carriera ha collezionato 81 presenze in Serie A e 134 presenze e 2 reti in Serie B,

### Allenatore
Inizia come allenatore nel Gossolengo, tra dilettanti piacentini, e poi come tecnico in seconda al Pisa, insieme a Walter Nicoletti, nel campionato di Serie B 1993-1994; dopo il fallimento, guida per alcuni mesi i nerazzurri nel campionato di Eccellenza toscana, dimettendosi nell'ottobre 1994 per contrasti con la dirigenza. Nel gennaio successivo subentra sulla panchina del Palazzolo, in Serie C1, senza evitare la retrocessione del lombardi. Nella stagione 2001-2002 è il vice di Walter Nicoletti sulla panchina della Pistoiese, dove trova una nuova retrocessione.
Dopo un'esperienza alla guida della Pro Vercelli, conclusa con le dimissioni, nella stagione 2003-2004 in Serie C2, torna al Piacenza che lo aveva lanciato come calciatore. Allena la formazione Primavera tra il 2004 e il 2006 e nel campionato di Serie B 2007-2008 affianca Gian Marco Remondina alla guida della prima squadra. Dopo l'esonero del tecnico bresciano, diventa vice del nuovo tecnico biancorosso Mario Somma.
Il 20 aprile 2010 diventa il nuovo allenatore del Voghera, in sostituzione dell'esonerato Giampaolo Chierico, ricoprendo questo incarico fino al termine della stagione, quando non viene riconfermato.
Nel luglio 2012 torna a Piacenza come coordinatore dell'area tecnica della Lupa Piacenza, formazione di Eccellenza che ha acquisito colori e marchio del Piacenza fallito il mese precedente. Già nel mese di settembre, tuttavia, abbandona l'incarico per divergenze di vedute con la dirigenza.

### Dirigente
Nel 2019 rientra tra i ranghi del Piacenza, stavolta con un nuovo profilo professionale: si occuperà dell'area scouting della società. 

## Palmarès

### Giocatore
- Campionato italiano Serie C: 1

Piacenza: 1974-1975 (girone A)